# جان لويس سيرفان شريبير
چان لويس سيرڤان شريبير صحفى من فرنسا.

## حياته
چان لويس سيرڤان شريبير من مواليد يوم 31 اكتوبر 1937 في بولون-بيانكور. وتوفي في 28 نوفمبر 2020
ابن إميل سيرفان شرايبر (1888-1967)، صحفي، ودينيس بريسارد (1900-1987)، هو شقيق جان جاك سيرفان شريبر (1924-2006)، صحفي وسياسي، من بريجيت جروس (1925-1985) سياسي، وكريستيان كولانج (1930-)، صحفي وكاتب مقالات، وعم ديفيد سرفان شرايبر (1961-2011)، طبيب.
متزوج (1987) من بيرلا دانان، دعاية وكاتبة. منذ زواجه الأول مع كلود سادوك (1957)، لديه أربعة أطفال: باسكالين وفلورنسا وإريك وكاميل وثمانية أحفاد.
انضم سيرڤان شريبير إلى صحيفة Les Echos الاقتصادية اليومية في عام 1960، التي أنشأها والده وعمه في عام 1908. تولى إدارتها. الكتابة بعد عامين. بعد تدريب متعمق في صحافة المجلات الأمريكية، انضم في عام 1964 إلى L’Express ، التي أسسها شقيقه جان جاك في عام 1953. قاموا معًا بتحويل هذه الأسبوعية إلى أول مجلة إخبارية في فرنسا. الصيغة هي نجاح فوري. جميع الإبداعات اللاحقة من «المجلات الإخبارية» الفرنسية (Le Nouvel Observateur ، Le Point ، Marianne) تم إنشاؤها بواسطة L’Express السابق.
في عام 1967، وحرصًا على إطلاق شركته الصحفية الخاصة، أنشأ L'Expansion مع Jean Boissonnat ، والذي طور حوله على مدار السنوات الـ 27 التالية أول مجموعة صحفية اقتصادية فرنسية، Groupe Expansion ، والتي ستشمل أيضًا L'Entreprise ، La Lettre de L'Expansion و La Vie Financière و La Tribune وأنشطة النشر والندوات. في أوائل التسعينيات، وسع سيرڤان شريبير، من خلال سلسلة من عمليات الاستحواذ والإطلاق، نشاط مجموعتها إلى أوروبا. أصبحت المجموعة Eurexpansion وهي تجمع الأوراق المالية والممتلكات في حوالي خمسة عشر دولة. ولكن في أعقاب حرب الخليج الأولى، أجبر الانخفاض الحاد في عائدات الإعلانات شركة سيرڤان شريبير على التخلي عن سيطرتها على مجموعتها المثقلة بالديون. باعها إلى CEP بقيادة كريستيان بريجو في عام 1994. وظل رئيسًا لمجلس الإشراف على مجموعة التوسع حتى عام 1999.
من 1994 إلى 1997، اشتر سيرڤان شريبير المجلة المغربية La Vie Économique وأدارتها لتصبح أول إخبارية أسبوعية في المغرب.
في بداية عام 1997، باع La Vie Économique لشراء مجلة Psychologies من Bernard Loiseau. من مارس 1998، مع زوجته بيرلا، حقق نجاحًا صحافيًا بلا منازع: ارتفع التوزيع من 75000 إلى 350.000 نسخة، وأصبحت مجلة علم النفس، في غضون عشر سنوات، ثاني أفضل مجلة نسائية شهرية (خلف ماري). -Claire) في عائدات البث والإعلان. بعد الاستحواذ على حصة أقلية في Hachette (Lagardère Group) في عام 2004، تم إطلاق مجلة Psychologies في ثمانية بلدان، من إنجلترا إلى الصين، بما في ذلك روسيا والمملكة المتحدة وإيطاليا. يتم إنشاء مواقع الإنترنت وتطويرها حول علامة علم النفس التجارية. في يونيو 2008، اشترت Lagardère Active 100٪ من SA Groupe Psychologies ، والتي أصبح سيرڤان شريبير منها رئيسًا لمجلس الإشراف. في عام 2010، أطلق مع زوجته بيرلا مجلة CLES ، وموضوعها «إيجاد المعنى، واستعادة الوقت». تجاوز تداولها بسرعة 50000 نسخة.
بالإضافة إلى أنشطته الصحفية، قام سيرڤان شريبير بالتدريس في جامعة ستانفورد، كاليفورنيا، من عام 1971 إلى عام 1973. من عام 1972 إلى عام 1981، استضاف استبيانًا حول TF1. في الوقت نفسه، كان أيضًا كاتب عمود في فرانس إنتر وأوروبا 1 (نادي الصحافة). في عام 1983، اشترى راديو كلاسيك.
من 1999 إلى 2001، استضاف Psycho Philo على LCI.
إلى جانب اهتمامه بالسلوك البشري، فإن سيرڤان شريبير هو مدافع نشط عن حقوق الإنسان. في عام 2007، أطلق وترأس لجنة دعم منظمة هيومن رايتس ووتش في فرنسا، والتي تنبه الحكومات ووسائل الإعلام يوميًا إلى انتهاكات حقوق الإنسان في 70 دولة. وهو أيضًا عضو في المجلس الدولي لـ هيومن رايتس ووتش.
كاتب مقال، تتعامل كتبه السبعة عشر أحيانًا مع تطورات مجتمعاتنا في مواجهة الحداثة، وأحيانًا مع السلوك البشري وفلسفة الحياة المتفائلة. في "Une vie en plus"، وهو كتاب عن المقابلات مع دومينيك سيمونيت، يعلن: «يأخذ التواضع كل أهميته مع تقدم العمر. نقيس كل يوم مدى ضآلة الأهمية لدينا. يجب أن نتخلى عن أي رغبة في الانتصار من الخارج. في أنفسنا نجد الإشباع، في التسلسل البسيط للأيام، في إدراك أننا لا نزال قادرين على الرؤية والشعور والتنفس والوجود... أخيرًا، إنها الحياة نفسها التي هي هديتنا الدائمة والمحفزة بشكل غير عادي».
توفي في 28 نوفمبر 2020، ضحية فيروس كورونا

## الدراسة
درس في معهد الدراسات السياسيه بباريس.

## عمل فني
كتب سبعة عشر مقالاً:
- قوة الإعلام، روبرت لافونت (1972)
- الشركة ذات الوجه البشري، روبرت لافونت (1973)
- في منتصف العمر: الدخول في الحجر الصحي، المخزون (1977)
- استبيان عن الغد، رامزي (1977)
- فن الزمن: سر الأداء العالي، فايارد (1983)؛ إعادة إصدار، LGF ، coll. «كتاب الجيب» رقم 5999، 1985 (ISBN 2-253-03571-8)
- «عودة الشجاعة» فايارد (1986). إعادة إصدار، ألبين ميشيل (1992)
- «مهنة الرئيس»، فايارد (1990)؛ إعادة إصدار، LGF, «كتاب الجيب» رقم 6937, 1991 (ISBN 2-253-05607-3)
- فن الزمن الجديد، ألبين ميشيل (2000)؛ إعادة إصدار، LGF ، coll. «كتاب الجيب» رقم 15232، 2002 (ISBN 2-253-15232-3)
- محتوى Vivre ، ألبين ميشيل (2002)؛ إعادة إصدار، LGF ، coll. «كتاب الجيب» رقم 30251، 2005 (ISBN 978-2-253-11221-1)
- حياة أخرى: طول العمر، لماذا؟، (Seuil (2005 و (Points Essais (2007، مقابلات مع (ISBN 2-02-084315-3)
- سريع جدا ! : لماذا نحن سجناء المدى القصير، ألبين ميشيل (2010)؛ إعادة إصدار، LGF ، coll. «كتاب الجيب» رقم 32708، 2012 (ISBN 978-2-253-16165-3)
- مع ذلك، نحب القرن الحادي والعشرين، ألبين ميشيل (2012)؛ إعادة إصدار، LGF ، coll. «كتاب الجيب» رقم 33476، 2014 (ISBN 978-2-253-00071-6)
- لماذا ال ريتش ون، ألبين ميشيل (2014)
- هذا هي الحياة ، ألبين ميشيل (2015)؛ إعادة إصدار، LGF ، coll. «كتاب الجيب» رقم 34283، 2016 (ISBN 978-2-253-18772-1)
- شظايا من الوضوح: كيفية تحمل الأشياء كما هي، فايارد (2016) (ISBN 978-2-213-70104-2)؛ إعادة إصدار، LGF ، coll. «كتاب الجيب» رقم 34994، 2018 (ISBN 978-2-253-18795-0)
- الإنسانية، تأليه أم نهاية العالم؟، فايارد (2017)
- عمر معين، ألبين ميشيل (2019)
- مع الوقت، ألبين ميشيل (2020)